# Де Фольтрие, Симон
Симон де Фольтрие (фр. Simon de Faultrier; 1763 — 1832) — французский военный деятель, артиллерист, бригадный генерал (1806 года), барон (1811 года), участник революционных и наполеоновских войн.

## Биография
Симон де Фольтрие родился в семье потомственных военных. Его отец Жан-Клод-Жоашен де Фольтрие (фр. Jean-Claude-Joachim de Faultrier; 1720-) был комиссаром артиллерии королевской армии, а старший брат Франсуа дослужился до звания дивизионного генерала.
Симон рано начал военную карьеру. Он сумел поступить и получить образование в Артиллерийской школе Меца, из которой был выпущен 15 августа 1779 года в звании младшего лейтенанта, и зачислен во 2-й артиллерийский полк. В 1781 году он стал лейтенантом, в 1792 году – капитаном. С началом революционных войн сражался в составе Северной армии. 24 сентября 1794 года был произведён в командиры батальона, 13 ноября 1794 года – в командиры бригады, затем служил в Мозельской армии. С 1793 по 1794 годы отличился во многих сражениях и осадах: при Вальми, при осаде Маастрихта, при Менене, Куртрэ, Арлоне, при осаде Шарлеруа и при Флёрюсе. В 1795 году участвовал в блокаде Люксембурга, командовал артиллерией при осаде укреплений Эрембрайштайна, в том же году переведён в Самбро-Маасскую армию, сражался при Бамберге, Вюрцбурге и Гессене.
С 13 января 1800 года командовал 2-м полком пешей артиллерии в составе Итальянской армии, 2 января 1801 года ранен пушечным ядром в плечо при захвате замка в Вероне, 11 июня 1802 года возглавил артиллерию Итальянской республики, 18 апреля 1803 года – комендант артиллерийской школы в Валансе, 20 сентября 1803 года – командующий артиллерии Валанса. 8 сентября 1804 года – директор осадного артиллерийского парка Армии Берегов Океана, 3 июня 1805 года – директор артиллерии лагеря в Брюгге, 6 июня 1806 года – директор артиллерии в Антибе. С 24 июня по 26 июля 1806 года исполнял должность начальника штаба резервной артиллерии Великой Армии, принимал участие в Прусской и Польской кампаниях 1806-1807 годов, отличился в сражении при Йене, 22 ноября 1806 года – бригадный генерал, 2 декабря 1806 года возглавил артиллерию 1-го армейского корпуса маршала Бернадота. 28 января 1807 года был взят в плен прусскими гусарами при осмотре места для строительства моста через Вислу у Мариенбурга, получил свободу в процессе обмена пленными.
13 августа 1807 года возвратился к службе, 5 ноября 1807 года возглавил артиллерию 2-го наблюдательного корпуса Жиронды генерала Дюпона, а 29 января 1808 года был также назначен комендантом артиллерийской школы в Страсбурге с сохранением предыдущей должности. 22 июля 1808 года попал в плен при капитуляции французов при Байлене и возвратился во Францию только 21 сентября 1808 года.
С 15 октября 1808 года по 22 марта 1811 года командовал артиллерией 4-го армейского корпуса Армии Испании, сражался при Талавере, Альмейде и Оканье, в феврале 1810 года отличился при нападении на Малагу, 14 февраля 1812 года вышел в отставку. Умер 24 ноября 1832 года в Меце в возрасте 69 лет.

## Воинские звания
- Младший лейтенант (15 августа 1779 года);
- Лейтенант (1781 год);
- Капитан (1790 год);
- Командир батальона (24 сентября 1794 года);
- Полковник (13 ноября 1794 года);
- Бригадный генерал (22 ноября 1806 года).

## Титулы

Герб барона Фольтрие

- Герб барона ФольтриеБарон Фольтрие и Империи (фр. baron Faultrier et de l'Empire; декрет от 15 августа 1810 года, патент подтверждён 2 мая 1811 года)[1]

## Награды
- Легионер ордена Почётного легиона (11 декабря 1803 года);
- Офицер ордена Почётного легиона (14 июня 1804 года);
- Кавалер военного ордена Святого Людовика.